# Marmeleira (Rio Maior)
Marmeleira é uma vila portuguesa do Município de Rio Maior que foi sede da extinta Freguesia de Marmeleira, freguesia que tinha 8,69 km² de área e 437 habitantes (2011), e, por isso, uma densidade populacional de 50,3 hab/km².
A Freguesia de Marmeleira foi extinta (agregada) pela reorganização administrativa de 2012/2013, tendo o seu território sido agregado ao da Freguesia de Assentiz para criar a Freguesia de Marmeleira e Assentiz.
A Freguesia de Marmeleira foi criada em 1878, por desanexação de São João da Ribeira, e, em 30 de Junho de 1989, a vizinha Freguesia de Assentiz foi desmembrada da Freguesia de Marmeleira. 
A povoação de Marmeleira foi elevada à categoria de vila por decreto ditatorial do general Óscar Carmona em 25 de Abril de 1927.

## População
| População da freguesia de Marmeleira | População da freguesia de Marmeleira | População da freguesia de Marmeleira | População da freguesia de Marmeleira | População da freguesia de Marmeleira | População da freguesia de Marmeleira | População da freguesia de Marmeleira | População da freguesia de Marmeleira | População da freguesia de Marmeleira | População da freguesia de Marmeleira | População da freguesia de Marmeleira | População da freguesia de Marmeleira | População da freguesia de Marmeleira | População da freguesia de Marmeleira | População da freguesia de Marmeleira |
| ------------------------------------ | ------------------------------------ | ------------------------------------ | ------------------------------------ | ------------------------------------ | ------------------------------------ | ------------------------------------ | ------------------------------------ | ------------------------------------ | ------------------------------------ | ------------------------------------ | ------------------------------------ | ------------------------------------ | ------------------------------------ | ------------------------------------ |
| 1864                                 | 1878                                 | 1890                                 | 1900                                 | 1911                                 | 1920                                 | 1930                                 | 1940                                 | 1950                                 | 1960                                 | 1970                                 | 1981                                 | 1991                                 | 2001                                 | 2011                                 |
|                                      |                                      | 1 286                                | 1 420                                | 1 444                                | 1 495                                | 1 422                                | 1 377                                | 1 323                                | 1 206                                | 1 008                                | 967                                  | 393                                  | 411                                  | 437                                  |

Nos censos de 1864 e 1878 não figura como freguesia, sendo uma povoação da freguesia de São João da Ribeira. Com lugares desta freguesia foi criada em 1989 a freguesia de Assentiz
| Distribuição da População por Grupos Etários | Distribuição da População por Grupos Etários | Distribuição da População por Grupos Etários | Distribuição da População por Grupos Etários | Distribuição da População por Grupos Etários | Distribuição da População por Grupos Etários | Distribuição da População por Grupos Etários | Distribuição da População por Grupos Etários | Distribuição da População por Grupos Etários | Distribuição da População por Grupos Etários |
| -------------------------------------------- | -------------------------------------------- | -------------------------------------------- | -------------------------------------------- | -------------------------------------------- | -------------------------------------------- | -------------------------------------------- | -------------------------------------------- | -------------------------------------------- | -------------------------------------------- |
| Ano                                          | 0-14 Anos                                    | 15-24 Anos                                   | 25-64 Anos                                   | > 65 Anos                                    |                                              | 0-14 Anos                                    | 15-24 Anos                                   | 25-64 Anos                                   | > 65 Anos                                    |
| 2001                                         | 68                                           | 53                                           | 196                                          | 94                                           |                                              | 16,5%                                        | 12,9%                                        | 47,7%                                        | 22,9%                                        |
| 2011                                         | 72                                           | 39                                           | 227                                          | 99                                           |                                              | 16,5%                                        | 8,9%                                         | 51,9%                                        | 22,7%                                        |

Média do País no censo de 2001:  0/14 Anos-16,0%; 15/24 Anos-14,3%; 25/64 Anos-53,4%; 65 e mais Anos-16,4%
Média do País no censo de 2011:   0/14 Anos-14,9%; 15/24 Anos-10,9%; 25/64 Anos-55,2%; 65 e mais Anos-19,0%

## História
A freguesia de Marmeleira foi criada no ano de 1878, tendo pertencido até então à freguesia de São João da Ribeira. A sua área era então superior à actual, pois até 30 de Junho de 1989 nela esteve incluída a actual freguesia de Assentiz. O grande desenvolvimento da freguesia ocorreu nos finais do séc. XIX.
Devido a um grande crescimento industrial, comercial e agriculta, aliado a uma invejável condição sócio-económica, a junta Civil da freguesia da Marmeleira decidiu, no início do século passado, enviar uma petição ao Ministério do interior no sentido de ser elevada a vila. A 19 de Abril de 1927, Óscar Carmona assinava o decreto onde se podia ler: “É elevada à categoria de vila a freguesia de Marmeleira, do concelho de Rio Maior, a qual passa a denominar-se Vila da Marmeleira.”
A etimologia do topónimo Marmeleira, está ligada à existência de um marmeleiro no local onde a freguesia nasceu, o qual teria sido plantado no séc. XVI por Antonio Faria, que trouxe da Índia o arbusto.
Pensa-se que as origens da povoação sejam do séc. XVI, mas a tradição faz recuar o seu povoamento a eras mais remotas, falando de tesouros escondidos no monte de São Gens, onde estaria um aduar mourisco com o seu castro. A povoação pertencia à província da Batalha e seria refúgio das habitantes de São João da Ribeira, centro importante que tinha naquele monte o dispositivo contra prováveis incursões dos alcaides dos castelos de Porto de Mós ou Alcanede.
É possível que as terras de Marmeleira tenham pertencido ao couto do Mosteiro de Alcobaça, havendo também a hipótese de ter sido ao couto do Mosteiro de Almoster. O primeiro donatário terá sido S. Francisco de Abreu, por doação de D. João IV. Sabe-se que parte das terras da freguesia, sobretudo na Ventuzela, tornaram-se foreiras dos condes de Sabugosa.
A igreja paroquial, dedicada a São Francisco de Assis, foi mandada construir no séc. XVII pelo Abade de Alcobaça, para os povos da localidade e arredores que, devido às cheias do Rio Maior, interrompiam as comunicações com São João da Ribeira, ficando assim privados de assistência religiosa. Na frente do templo tem a inscrição de 1755, referente a restauração e alargamento do templo. Já no decorrer do séc. XX sofreu várias remodelações e obras de ampliação e ganhou a configuração actual, que mostra um edifício de linhas bastantes sóbrias.
A vila da Marmeleira, situada num planalto com cerca de 100m de altitude, oferece, a partir do miradouro, uma bela vista de toda a freguesia. As ruínas da praça de touros, a única que existiu no concelho, são outra das atracções da freguesia.

## Origem do Nome
O topónimo de "Marmeleira" terá tido origem quando trouxeram para esta terra um marmeleiro vindo da Índia.

## Actividades económicas
Agricultura, agro-pecuária, comércio e lagar de azeite

## Festas e romarias
Nossa Senhora da Assunção (15 de Agosto)

## Património cultural e edificado
Igreja matriz

## Outros locais de interesse turístico e cultural
- Miradouro, antiga praça de touros, complexo desportivo e piscinas
- Ephemera, biblioteca e arquivo de José Pacheco Pereira

## Gastronomia
Nógados da Vila da Marmeleira, bolos de noiva, enguias à moda de Paul e carne de porco à Talim-Talão

## Colectividade
- Grupo Os Amigos de Vila da Marmeleira
- Banda Filarmónica da Casa do Povo de Vila da Marmeleira